# Kees Schouhamer Immink
Kees Schouhamer Immink (Rotterdam, 18 dicembre 1946) è un ingegnere olandese specializzato in elettrotecnica.
Viene ricordato soprattutto per essere stato co-inventore del compact disc, dvd e del Blu-ray disc.
Dopo essersi laureato in ingegneria elettrica all'Università di Eindhoven nel 1975, iniziò a lavorare presso i laboratori di ricerca della  Philips a Eindhoven. 
Immink fu eletto membro dell'Accademia Reale delle Arti e delle Scienze dei Paesi Bassi nel 1996. Nel 2003 l'Università di Johannesburg gli diede una laurea honoris causa. Inoltre Schouhamer Immink è stato socio della IEEE e vinse la Medaglia Edison nel 1999 con la seguente motivazione: per una creativa carriera di risultati significativi elettrici.